# Helena Christensen
Helena Christensen (Copenhaguen, 25 de desembre de 1968) és una supermodel danesa principalment reconeguda pel seu treball amb Victoria's Secret i per haver estat triada reina de bellesa.

## Primers anys
Christensen va néixer a Copenhaguen, Dinamarca, filla d'un tipògraf danès i una auxiliar de vol peruana.

### Miss Dinamarca
Va assolir la fama en 1986 obtenint el títol de Miss Dinamarca als divuit anys d'edat, i representant el seu país en el concurs de Miss Univers del mateix any. A l'any següent va participar en la prestigiosa competició Look of the Year 1987 i va quedar entre les finalistes, guanyant un valuós contracte de modelatge amb l'agència Elite Models. Poc després, va abandonar la seva llar per a mudar-se a París, a treballar com a model. En 1989 protagonitza el vídeo de la cançó més famosa del cantant Chris Isaak, Wicked Game, la qual cosa la fa molt coneguda a nivell mundial.

## Carrera com a model
Christensen és considerada com una de les models més prominents de la dècada de 1990, apareixent en diverses portades de revistes i en nombroses campanyes de moda. Va ser la imatge de Victoria's Secret, tant dels seus catàlegs com dels seus anuncis televisius, al costat de Tyra Banks, Karen Mulder, Daniela Pestova, Rebecca Romijn i Stephanie Seymour. També va ser model dels cosmètics Revlon. A l'octubre de 1995 a Milà, va desfilar al costat de Linda Evangelista, Naomi Campbell, Karen Mulder, Yasmeen Ghauri, Eva Herzigova, Kate Moss i Valeria Mazza, entre d'altres, en la col·lecció de Spring/Summer 1996 de Dolce & Gabbana.
Helena pertany a la signatura de Models Independents, tant a Londres com a Nova York i Copenhaguen.

### Negocis
Christensen és la propietària d'una botiga d'antiguitats a Manhattan i ven peces de roba seves i de la seva mare a Christianshavn.
També co-va fundar la revista Nylon al costat del director creatiu i empresari estatunidenc Mic Neumann. Va crear la seva pròpia línia de roba Christensen & Sigersen, amb el seu amic Leif Sigersen. Tots dos també posseeixen Butik, una botiga de Nova York.
Christensen també és fotògrafa professional, i les seves fotos van aparèixer en revistes com ara Marie Claire, Harper's Bazaar, Cosmopolitan, GQ, Vogue i DOBLE ELA. La seva exhibició "A Quiet Story", organitzada per Jim Cook, es va presentar per primera vegada a Rotterdam en 2006. Va tornar a exhibir el seu treball fotogràfic en 2010 en la galeria Chanel Tòquio's NEXUS.

### Campanya contra el càncer de mama
A Irlanda, Christensen es va unir a una campanya en contra del càncer de mama, la qual inclou la venda de samarretes realitzades per dissenyadors per a recaptar diners per a la Action Breast Cancer (un projecte de la Irish Cancer Society) i per a Europa Donna Ireland per a ajudar a les dones que pateixen de la malaltia.

## Vida personal
Christensen va conviure amb el líder d'INXS Michael Hutchence i va ser vinculada romànticament amb l'actor Leonardo DiCaprio. Té un fill, el model danès Mingus Lucien Reedus nascut el 13 d'octubre de 1999, amb l'actor Norman Reedus amb qui va mantenir una relació amorosa des de 1998 fins que es van separar en 2003. Des de 2004 fins a 2006, Christensen va tenir una relació amb el cantant de la banda danesa Grand Avenue Rasmus Walter-Hansen. Va sortir amb el cantant Paul Banks.
Christensen era amiga de l'actor Heath Ledger, i es va reportar que va ser al seu apartament el dia que va morir. També és amiga de les actrius Julianne Moore, Liv Tyler i Brooke Shields
Christensen és esquerrana i fanàtica de The Smiths i R.E.M. També és amiga del cantant Michael Stipe i de Bono, el líder d'U2.